# Ectropothecium perscabrum
Ectropothecium perscabrum är en bladmossart som beskrevs av Pierre Tixier 1966. Ectropothecium perscabrum ingår i släktet Ectropothecium och familjen Hypnaceae. Inga underarter finns listade i Catalogue of Life.